# Konrad Sabrautzky
 (octobre 2018).
Si vous disposez d'ouvrages ou d'articles de référence ou si vous connaissez des sites web de qualité traitant du thème abordé ici, merci de compléter l'article en donnant les références utiles à sa vérifiabilité et en les liant à la section « Notes et références ».
Konrad Sabrautzky, né le 15 octobre 1948 à Walsrode, est un réalisateur de cinéma, réalisateur de télévision et scénariste allemand.

## Biographie
Il obtient son Abitur à l'âge de 20 ans et commence sa carrière cinématographique en 1974 en tant qu’auteur et metteur en scène, il vit actuellement à Berlin.
Il a notamment dirigé la série télévisée Tatort (Bienzle et le jour de la vengeance), The Last Witness et Lea Katz - Le psychologue criminel. Il a également joué un rôle déterminant dans le succès de la série télévisée Une équipe forte.

## Filmographie
- 1971 : Liebe Eltern
- 1972 : Ich, Eva
- 1973 : Ein ungeratener Sohn
- 1973 : Duell
- 1974 : Zwangspause
- 1975 : Protokoll
- 1976 : Eine schlimme oder eine gute Zeit
- 1978 : Notsignale
- 1978 : Tatort : Schlußverkauf de Wilm ten Haaf (scénariste)[3]
- 1979 : Wo die Liebe hinfällt
- 1988 : Tatort : Programmiert auf Mord (réalisateur)[4]
- 1991 : The Nocturnal Visitor (réalisateur)[5]
- 1994 : Verrückt nach dir (réalisateur)[6]
- 1994 : Une équipe de choc : Gemischtes Doppel (réalisateur)[7]
- 1995 : Zu treuen Händen (réalisateur)[8]
- 1997 : Lea Katz - Die Kriminalpsychologin: Einer von uns (réalisateur)[9]
- 2000 : Une équipe de choc : Bankraub (réalisateur)[10]
- 2000 : Une équipe de choc : Tödliche Rache (réalisateur)[11]
- 2002 : Tatort : Bienzle und der Tag der Rache (réalisateur)[12]